# CBC Radio 3
Pour les articles homonymes, voir Radio 3.
CBC Radio 3 est une station de radio canadienne anglophone de service public fondée en 2000 et appartenant à la Société Radio-Canada. Son équivalent francophone est la station de radio Bande à part.

## Description
Ciblant un public « jeune », sa programmation musicale est orientée musique indépendante, dont le rock indépendant, la pop indé, le hip-hop alternatif et les musiques électroniques.